# Chu-Chin-Chow (1934)
Chu-Chin-Chow ist ein britischer Spielfilm (Filmmusical) von Walter Forde aus dem Jahre 1934.

## Handlung
Bagdad zur Märchenzeit. Der reiche Kaufmann Kassim Baba bereitet ein Festbankett für den berühmten chinesischen Handelsmann Chu-Chin-Chow vor, der mit seiner Karawane demnächst in Bagdad eintreffen soll. Er schickt seinen Bruder Ali Baba in den Wald, um Feuerholz zu holen. Ali ist arm – Grund genug, dass sein Sohn Nur-al-din die liebreizende Sklavin Kassims, Marjanah, nicht heiraten kann.
Eine andere Sklavin im Hause Baba ist Zahrat, die Spionin und Geliebte des berüchtigten Räuberhauptmanns Abu Hasan. Als Zahrat von der erwarteten Ankunft des reichen Chinesen erfährt, schickt sie Abu heimlich eine Nachricht. Abu bricht mit seinen vierzig Räubern auf, überfällt die Karawane, ermordet Chu-Chin-Chow und nutzt die Gelegenheit, in dessen Identität zu schlüpfen.
Inzwischen entdeckt Ali im Wald zufällig die Höhle, in der die Räuber leben und ihre Schätze horten. Er füllt seine Taschen und kehrt als reicher Mann nach Bagdad zurück. Als er auf dem Bankett, das Kassim zu Ehren des falschen Chu-Chin-Chow gibt, in reicher Kleidung erscheint, ist der habgierige Kassim mehr als neugierig, die Quelle für den plötzlichen Wohlstand seines Bruders zu erfahren. Als er Ali betrunken macht und ihm seine Frau, auf die der Bruder ein Auge geworfen hat, verspricht, erfährt er das Geheimnis schließlich.
Marjanah belauscht Zahrat und den falschen Chu-Chin-Chow im heimlichen Zwiegespräch und entdeckt dabei die wirkliche Identität des Gastes, wird in ihrem Versteck jedoch versehentlich eingesperrt und kann sich darum niemandem mitteilen. Da Kassims Frau mit ihrer Sklavin nicht mehr zufrieden ist, wird Zahrat am nächsten Tag auf dem Sklavenmarkt angeboten. Zuvor hatte sie mit Abu Hasan verabredet, dass der sie erwerben und in Freiheit setzen sollte. Noch während der Versteigerung erscheint Marjanah, die sich inzwischen befreien konnte, und klagt den falschen Chu-Chin-Chow öffentlich an. Die Räuber beginnen eine Schlägerei und verhindern Abus Festnahme. Abu glaubt nun jedoch, hinter seiner Demaskierung stecke Zahrat, die ihn nur auf den Sklavenmarkt bestellt habe, um ihm eine Falle zu stellen. Bevor er flieht, entführt er Zahrat.
Inzwischen hat Kassim die Räuberhöhle ausfindig gemacht und damit begonnen, seine Taschen mit Schätzen zu füllen. Als die Räuber ihn entdecken, töten sie ihn mit ihren Säbeln. Ali Baba und sein Sohn findet den Ermordeten und bringen ihn zurück nach Bagdad. Damit niemand erfährt, dass Kassim eines gewaltsamen Todes gestorben ist, wird Marjanah beauftragt, einen Flickschuster mit verbundenen Augen ins Haus zu führen, der die Leiche wieder zusammennäht. Abu Hasan kommt diesem Manöver auf die Spur, da Ali und Nur-al-din in der Höhle versehentlich einen Schuh zurückgelassen haben, dessen Besitzer Abu zufällig mit Hilfe desselben Schusters auf die Spur zu gelangen versucht, der auch für Ali gearbeitet hat. Als Abu an Kassims Witwe, die inzwischen Alis Braut ist, Schmuck sieht, den Ali aus seiner Höhle entwendet hat, hat er keinen Zweifel mehr an der Identität seines Gegenspielers.
Die Gelegenheit, Ali Baba auszurauben, ergibt sich für Abu Hasan, als er von einem erneuten Festbankett im Hause Baba erfährt. Er maskiert sich und versteckt seine Räuber in vierzig leeren Fässern, die er auf Eseln als anonyme Gabe für den Gastgeber – angeblich enthalten die Fässer Olivenöl – zum Fest schaffen lässt. Abu weiß nicht, dass in einem der Fässer auch Zahrat verborgen ist, die er zur Strafe für ihren vermeintlichen Verrat in der Höhle gefangen gehalten hat. Zahrat warnt Nur-al-din vor dem geplanten Anschlag, woraufhin er die Fässer mit den Räubern in einen Brunnenschacht rollen und mit siedendem Öl übergießen lässt. Währenddessen tanzt Zahrat für Ali Babas Gäste und tötet den maskierten Abu Hasan, den sie immer noch liebt, mit einem Dolch. Der Kalif von Bagdad, der als Ehrengast geladen ist, spricht als Dank für die gute Unterhaltung die Freilassung für Marjanah aus, die nun endlich Nur-al-dins Frau werden kann.

## Produktion und Kinoauswertung
Der Film basiert auf dem gleichnamigen Musical von Robert Asche, dem wiederum die Geschichte von Ali Baba, eine Episode aus der Sammlung „Tausendundeine Nacht“, zugrunde liegt. Die Bühnenversion wurde 1916 in London uraufgeführt und war ein spektakulärer Erfolg. Mit 2.235 Aufführungen war „Chu-Chin-Chow“ die am längsten laufende britische Bühnenshow der Zeit. 1923 produzierte die britische Firma Graham-Wilcox mit Herbert Wilcox als Regisseur eine erste Filmversion, in der Judd Green, Herbert Langley und Betty Blythe als Hauptdarsteller auftraten. In einigen Kinos, die über besondere technische Einrichtungen verfügten, wurde dieser Film sogar in einem frühen Tonfilmverfahren vorgeführt.
Walter Forde drehte seine Version von 1934 mit einem für die wirtschaftlich schwierige Zeit ungewöhnlich großem Budget unter Verwendung äußerst aufwändiger und detailreicher Dekorationen (von Ernő Metzner) und Kostüme (Cathleen Mann). Neben den Songs verdankte der Film seinen Erfolg vor allem visuellen Schauwerten. Zu den großen, dekorativen Szenen des Films gehören die beiden Festbankette im Hause Baba, die in opulenten Revuenummern gipfeln, aber auch die Bilder vom Sklavenmarkt und von der nachfolgenden Feier der Räuber, die auf dem Markt gleich ein paar Sklavinnen entführt haben.
Ungewöhnlich war die Besetzung des Ali Baba mit George Robey, der mit seiner Leibesfülle und seinen 61 Jahren einen Buffo-Charakter gab. In Hollywood wäre die Rolle in dieser Zeit mit einem Liebhaber-Darsteller besetzt worden. Für den wegen des Nationalsozialismus aus Österreich emigrierten Schauspieler Fritz Kortner war die Rolle des Räubers Abu Hasan der erste Auftritt in einem britischen Film. Fünf weitere sollten folgen, bevor er 1937 weiter in die USA ging. Die chinesisch-stämmige Anna May Wong war zuvor bereits mehrfach in britischen Filmen aufgetreten, weil sie in Europa weniger stark als in ihrem Heimatland USA auf stereotype Asiatinnen-Figuren festgelegt war. Dennoch gibt sie in „Chu-Chin-Chow“ eine typische Dragon Lady, die mit böse verzerrtem Gesicht ein Messer nach ihrem Geliebten wirft und einen Räuber hinterrücks mit einer Kette erwürgt. Ungewöhnlich an der Rolle der Zahrat war jedoch, dass dieser Figur trotz ihres wiederholten Verrates das Ende der Handlung lebend erreichte.
Die Uraufführung von „Chu-Chin-Chow“ fand im Mai 1934 in London statt; in den USA wurde der Film erstmals am 21. September 1934 gezeigt. In den USA übernahm die Gaumont British Distributors gemeinsam mit der Gaumont British Pictures Corp. of America den Verleih.
In den USA wurde der Film 1953 von der Lippert Pictures Inc. unter dem Titel „Ali Baba Nights“ neu herausgebracht.